# New Idria
New Idria es un área no incorporada ubicada en el condado de San Benito en el estado estadounidense de California. La ciudad más cercana es King City a lo largo de la U.S. Route 101.

## Geografía
New Idria se encuentra ubicada en las coordenadas 36°25′01″N 120°40′24″O / 36.41694, -120.67333.